# Kotjärnen (Gustav Adolfs socken, Värmland, 666481-139665)
Kotjärnen är en sjö i Hagfors kommun i Värmland och ingår i Göta älvs huvudavrinningsområde.